# Cataldo de Tarento
San Cataldo, también conocido como Cataldo de Tarento o Cataldo de Rachau fue un monje cristiano irlandés del siglo VII, obispo de Tarento (Italia). Es venerado como santo por la Iglesia Católica.

## Biografía
Nacido en Irlanda en el primer tercio del siglo VII, Cataldo fue monje y abad del monasterio de Lismore. Realizó un peregrinaje a Tierra Santa donde, según la tradición, tuvo una visión que le hizo recalar en Italia, con el propósito de evangelizarla. Llegó a ser elegido obispo de Tarento, donde falleció el 8 de marzo de 685, siendo enterrado en la catedral de la ciudad.

## Culto
La festividad de San Cataldo se celebra el 10 de mayo. Según la tradición, fue el 10 de mayo de 1071 cuando se encontró su tumba, durante los trabajos de reconstrucción de la catedral, que había sido destruida durante los ataques sarracenos. Fue a partir del descubrimiento de las reliquias cuando se inició el culto a San Cataldo, que fue declarado patrón de Tarento y le fue dedicada la catedral de la ciudad.
San Cataldo es venerado especialmente en Irlanda e Italia, sobre todo en el centro-sur del país y en la isla de Sicilia. Es el patrón de una veintena de municipios italianos, entre ellos el que lleva su nombre en Sicilia. Es también patrón de la Arquidiócesis de Tarento y de la Arquidiócesis de Rossano-Cariati.